# Poppi
Poppi é uma comuna italiana da região da Toscana, província de Arezzo, com cerca de 5 871 habitantes. Estende-se por uma área de 97 km², tendo uma densidade populacional de 61 hab/km². Faz fronteira com Bagno di Romagna (FC), Bibbiena, Castel Focognano, Castel San Niccolò, Chiusi della Verna, Ortignano Raggiolo, Pratovecchio.
Pertence à rede das Aldeias mais bonitas de Itália.

## Demografia
| Variação demográfica do município entre 1861 e 2011                               |
|                                                                                   |
| Fonte: Istituto Nazionale di Statistica (ISTAT) - Elaboração gráfica da Wikipedia |